# Olesicampe pagana
Olesicampe pagana là một loài tò vò trong họ Ichneumonidae.